# Il Napoleone
Il Napoleone fu un programma televisivo condotto da Ettore Andenna, per la regia di Cino Tortorella, andato in onda nella stagione 1979-1980 sull'emittente televisiva Antenna 3 Lombardia. Si trattava di un gioco tra sei squadre delle provincie lombarde, piemontesi ed emiliane, combinato con il classico gioco di carte denominato "Napoleone".  Molte puntate furono dedicate ad imprese del grande imperatore e si svolsero in costumi d'epoca.
La scenografia riproduceva una cartina dell'Europa napoleonica. Da ricordare la presenza in studio della mucca denominata "Giuseppina".
Seppure di successo, il programma fu interrotto l'anno seguente, con la ripresa de La bustarella, che proseguì ininterrottamente fino al 1984.